# Frauen in der DDR

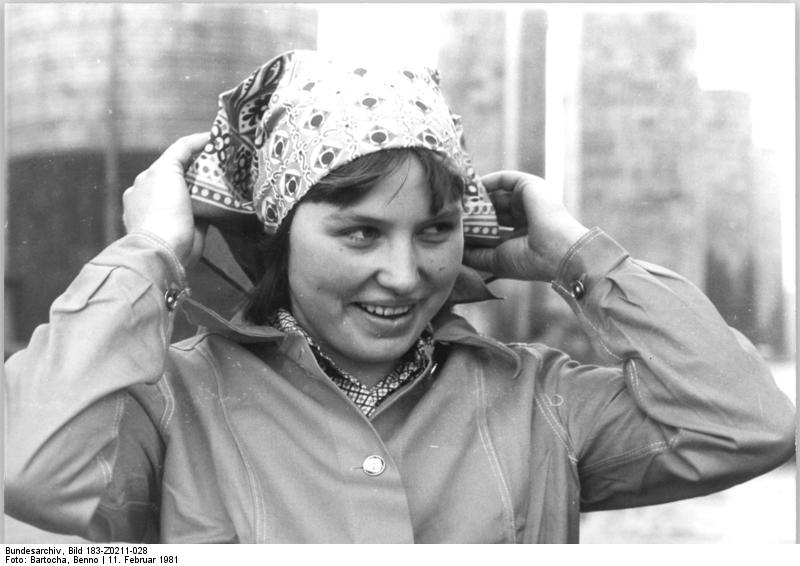
Rinderzüchterin Monika Achterberg, 1981

Die Frauen in der DDR waren rechtlich gleichberechtigt mit den Männern. Es gab verschiedene Lebensformen und Erfahrungen. In führenden gesellschaftlichen Positionen waren sie allerdings fast nie vertreten. 

## Allgemeine gesellschaftliche Situation
Frauen waren seit 1947 in der Sowjetischen Besatzungszone und später in der DDR Männern rechtlich vollständig gleichgestellt. Sie konnten alle Verträge selbstständig abschließen, sie durften sich unabhängig von der Schuld am Scheitern der Ehe scheiden lassen und konnten seit Einführung des Gesetzes über die Unterbrechung der Schwangerschaft selbst über einen Schwangerschaftsabbruch entscheiden. Damit waren sie in einigen Bereichen rechtlich besser gestellt als Frauen in der Bundesrepublik und in früheren deutschen Staaten.
Die meisten Frauen in der DDR waren berufstätig, um 1982 über 90 Prozent, was eine der höchsten Quoten weltweit war. Einige Frauen übten qualifizierte Berufe aus und waren in mittleren Leitungspositionen tätig, es gab Richterinnen, Oberärztinnen, Schuldirektorinnen, Professorinnen, Leiterinnen in kleineren Betrieben, allerdings wesentlich seltener als Männer. In den führenden Positionen in der Politik, in Behörden und in der Wirtschaft gab es fast keine Frauen, im Politbüro der SED als dem  politischen Machtzentrum gab es jeweils nur eine Frau als Kandidatin.
Der Demokratische Frauenbund Deutschlands (DFD) war die offizielle Massenorganisation für Frauen in der DDR. Sie stand der SED nahe, setzte sich aber für die Interessen von Frauen ein und konnte auch einige Verbesserungen durchsetzen.
Trotz Vergünstigungen und der Gleichberechtigung verließen mehrere Millionen Frauen die DDR und siedelten in die Bundesrepublik über.

## Alltag

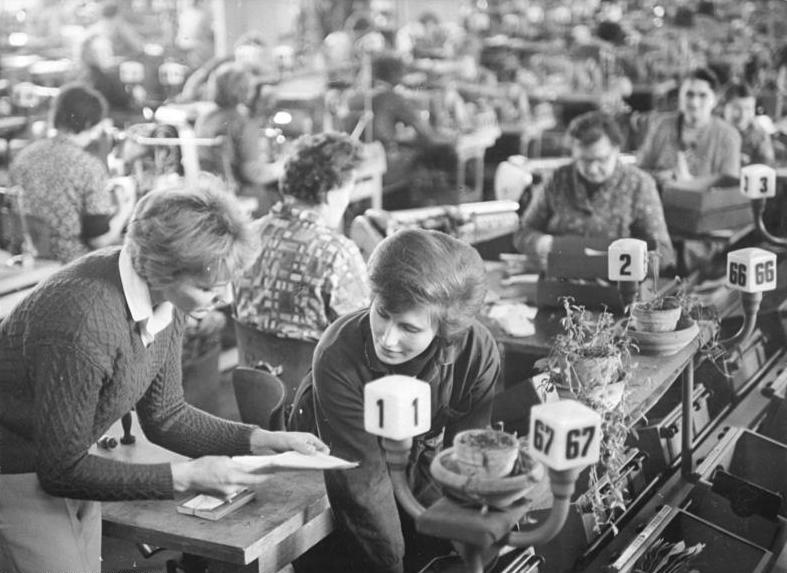
Stepperinnen im VVB Schuhe Weißenfels, 1964

Frauen mussten sich in den Strukturen der DDR zurechtfinden. Dies bedeutete oft neben einer Berufstätigkeit von 43 Stunden pro Woche die Versorgung der Familie und des größten Teils des Haushalts. Die Mangelwirtschaft in der DDR und die politischen Einschränkungen erschwerten den Alltag und die persönlichen Entfaltungsmöglichkeiten zusätzlich.

## Unabhängige gesellschaftliche Aktivitäten
Seit den frühen 1980er Jahren gab es unabhängige Frauengruppen, die vor allem in der Friedensbewegung und als Widerstand gegen eine mögliche Einführung der Wehrpflicht für Frauen entstanden waren. Die wichtigste von ihnen waren die Frauen für den Frieden. Diese konnten aber meist nur unter dem Dach der evangelischen Kirche größere Veranstaltungen und Treffen durchführen.
In den gemischten oppositionellen Gruppen waren Frauen immer weniger vertreten als Männer.
Im Herbst 1989 gehörten Frauen wie Bärbel Bohley zu den Mitbegründerinnen des Neuen Forums und waren wichtige Akteurinnen der friedlichen Veränderungen im Land. In der ersten frei gebildeten Regierung im März 1990 waren sie aber wieder kaum repräsentiert.

## Frauenzeitschriften

### Offizielle Frauen- und Modezeitschriften

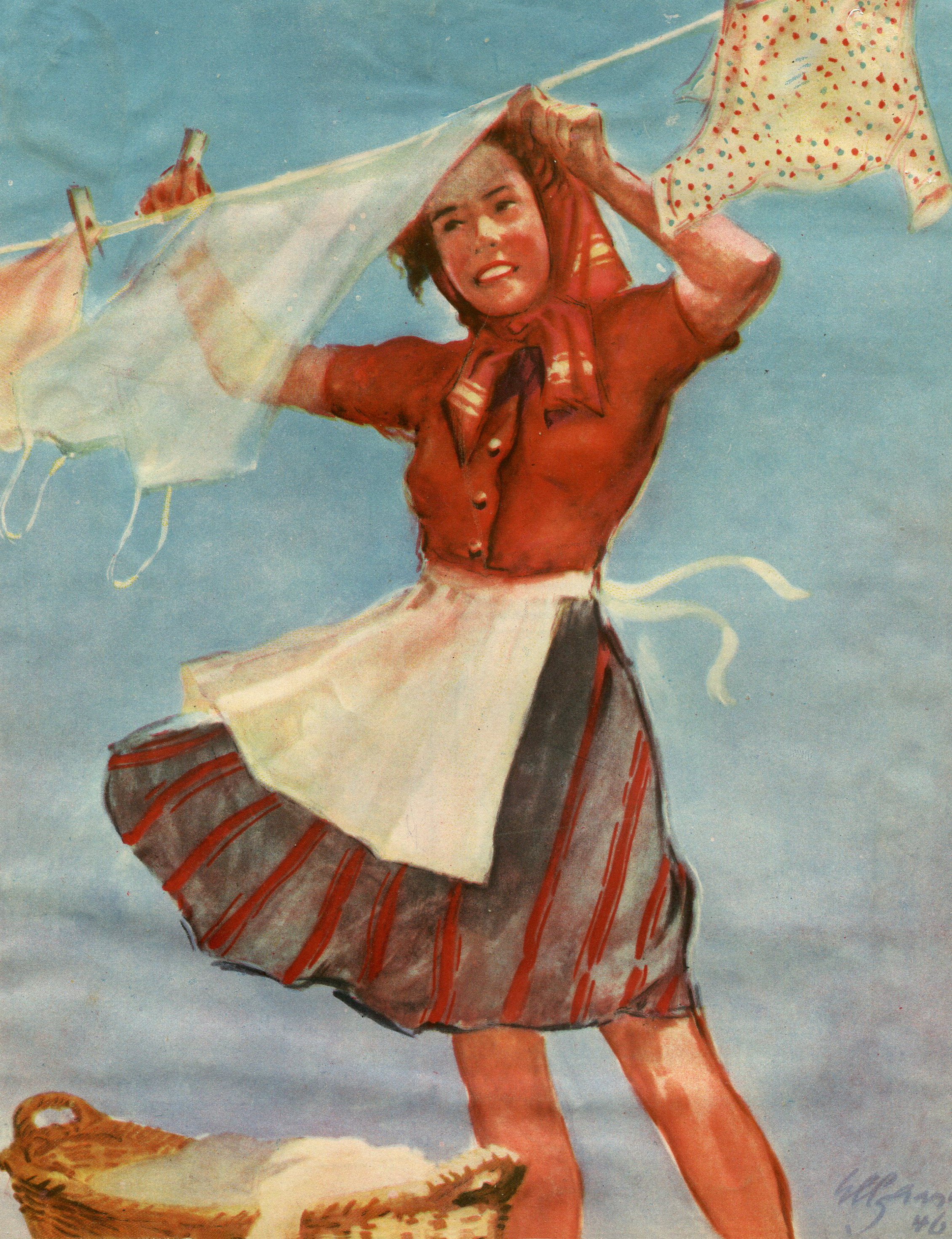
Die Frau von heute, 1946

Die meistgelesenen offiziellen Frauenzeitschriften in der DDR waren die Sibylle und Für Dich. Auch die Wochenpost, Neue Berliner Illustrierte, Guter Rat und weitere Publikationen wurden maßgeblich von Frauen mitgestaltet und gelesen. 
- Sibylle, beliebteste DDR-Frauenzeitschrift, mit Modebeiträgen
- Für Dich, offizielle Frauenzeitschrift
- Pramo (Praktische Mode), 1947– , verbreitete Modezeitschrift
- Modische Maschen, verbreitete Handarbeitszeitschrift

- Berlins Modenblatt, 1945–1962, erste Modezeitschrift in der SBZ, 1949 50.000 Exemplare
- Die Frau von heute, 1946–, erste offizielle Frauenzeitschrift in der SBZ
- Der große Kreis. Das Blatt für jede Frau der SED in Leipzig 1946

- Modenschau,  Vorkriegsmodezeitschrift weitergeführt
- Mode und Schnitt, 1948–1972 in Apolda, private Modezeitschrift mit Schnittmustern
- Die Bekleidung, 1954–1961, begründet vom Deutschen Modeinstitut
- Mode, Information vom Deutschen Modeinstitut
- Handarbeit, 1963–1992
- Saison, Moderevue

- Uroda, mit polnischen Redakteurinnen herausgegeben
- Sowjetfrau, aus der Sowjetunion

### Unabhängige Frauenzeitschriften
In der DDR gab es bis zum Herbst 1989 drei inoffizielle Informationsblätter, die von Frauen für Frauen gemacht wurden, jeweils im Bereich der evangelischen Kirche. 1990 wurden drei reguläre unabhängige Frauenzeitschriften gegründet, die aber nach wenigen Jahren ihr Erscheinen wieder einstellen mussten. 
- Lila Band, 1987–1989, Informationsblätter innerhalb der Evangelischen Kirche in Sachsen
- Das Netz, 1988–1989, Informationsblatt des feministisch-theologischen Arbeitskreises
- frau anders, 1989–1993, Informationsblätter von lesbischen Frauen
- Zaunreiterin, 1989/90–1995, erste offizielle unabhängige Frauenzeitschrift in der DDR
- Ypsilon, 1990–1991
- Frauenblätter, 1990

## Bekannte Frauen  (Auswahl)
Zu den bekanntesten Frauen in der DDR gehörten Schriftstellerinnen, Künstlerinnen, Sportlerinnen und die Ehefrauen des jeweiligen Staats- und Parteichefs.
Autorinnen
Zu den bedeutendsten Autorinnen in der DDR gehörten Christa Wolf, Anna Seghers (Vorsitzende des Schriftstellerverbandes), Brigitte Reimann (Franziska Linkerhand), Sarah Kirsch, Maxie Wander (Guten Morgen, du Schöne), Eva Strittmatter (Lyrik) und Irmtraud Morgner.
Schauspielerinnen
Beliebte und besonders bekannte Schauspielerinnen waren Helene Weigel, Inge Keller, Annekathrin Bürger, Angelika Domröse, Jutta Hoffmann, Walfriede Schmitt, Ursula Karusseit und Jutta Wachowiak.
Sängerinnen
Besondere Popularität erreichten Gisela May, Veronika Fischer und Bettina Wegner, sowie die Entertainerin Helga Hahnemann und die ausgereiste Nina Hagen. Daneben gab es zahlreiche weitere Schlagersängerinnen, Chansonsängerinnen, Liedermacherinnen, und Opernsängerinnen.
Sportlerinnen
Beim sportbegeisterten Publikum in der DDR waren Sportlerinnen sehr beliebt, darunter die Eiskunstläuferinnen Katharina Witt  und Christine Errath, sowie Schwimmerinnen, Leichtathletinnen, Kanutinnen und weitere. Alle Leistungssportlerinnen in der DDR waren dem staatlichen Dopingsystem  unterworfen, das erhebliche körperliche und psychische Beeinträchtigungen bewirkte.
Staatstragende Frauen
- Lotte Ulbricht, Ehefrau von Walter Ulbricht
- Margot Honecker, Ehefrau von Erich Honecker und Volksbildungsministerin
- Hilde Benjamin, Justizministerin und Vorsitzende des Obersten Gerichts der DDR

Nach 1989
Nach der politischen Wende 1989/90 wurden einige Frauen aus der DDR erfolgreich wie die Politikerinnen Angela Merkel und Regine Hildebrandt.